# 芭芭拉·亨内贝格尔
芭芭拉·亨内贝格尔（德語：Barbara Henneberger，1940年10月4日—1964年4月12日），德国女子高山滑雪运动员。她曾代表德国联队参加1960年和1964年冬季奥林匹克运动会高山滑雪比赛，其中1960年冬季奥运会获得一枚铜牌。